# Heliconius charithonia
Heliconius charithonia (лат.) — вид дневных бабочек из семейства нимфалид. Обитает в неотропической области, Центральной и Южной Америках, а также во Флориде.

## Описание
Имеет чёрные и белые полоски на крыльях. В нижней части крыльев выглядит почти также, как и в верхней, но внизу есть красные пятна. Размах крыльев — 7,5—8 см. Гусеница белая, с 6 чёрными шипами. Гусеница достигает длины 1,2 см. Питается пассифлорой. Яйца жёлтые. Обитает в садах и лесах. Летает изящно. Живёт долго — 9 месяцев (если считать одновременно стадии яйца, гусеницы и куколки). Куколка похожа на мёртвый скрученный лист. Сами бабочки держатся в группах от 25 до 30 особей.

## Размножение
Самцы сразу после того, как вылезли из куколки, летят к самкам. Самка ещё не может улететь, ведь у неё в то время сохнут крылья. Он наносит на её абдомен вещество, предупреждающее других самцов, чтобы они не спаривались с ней. Потом самка откладывает 5—15 яиц на один лист.

## Подвиды
- H. c. charithonia, Эквадор
- H. c. simulator, Ямайка
- H. c. bassleri, Колумбия
- H. c. churchi, Гаити
- H. c. tuckeri, Флорида
- H. c. vazquezae, от Мексики до Панамы
- H. c. ramsdeni, Куба
- H. c. antiquus, Сент-Киттс, Антигуа

- Как питается. Клип

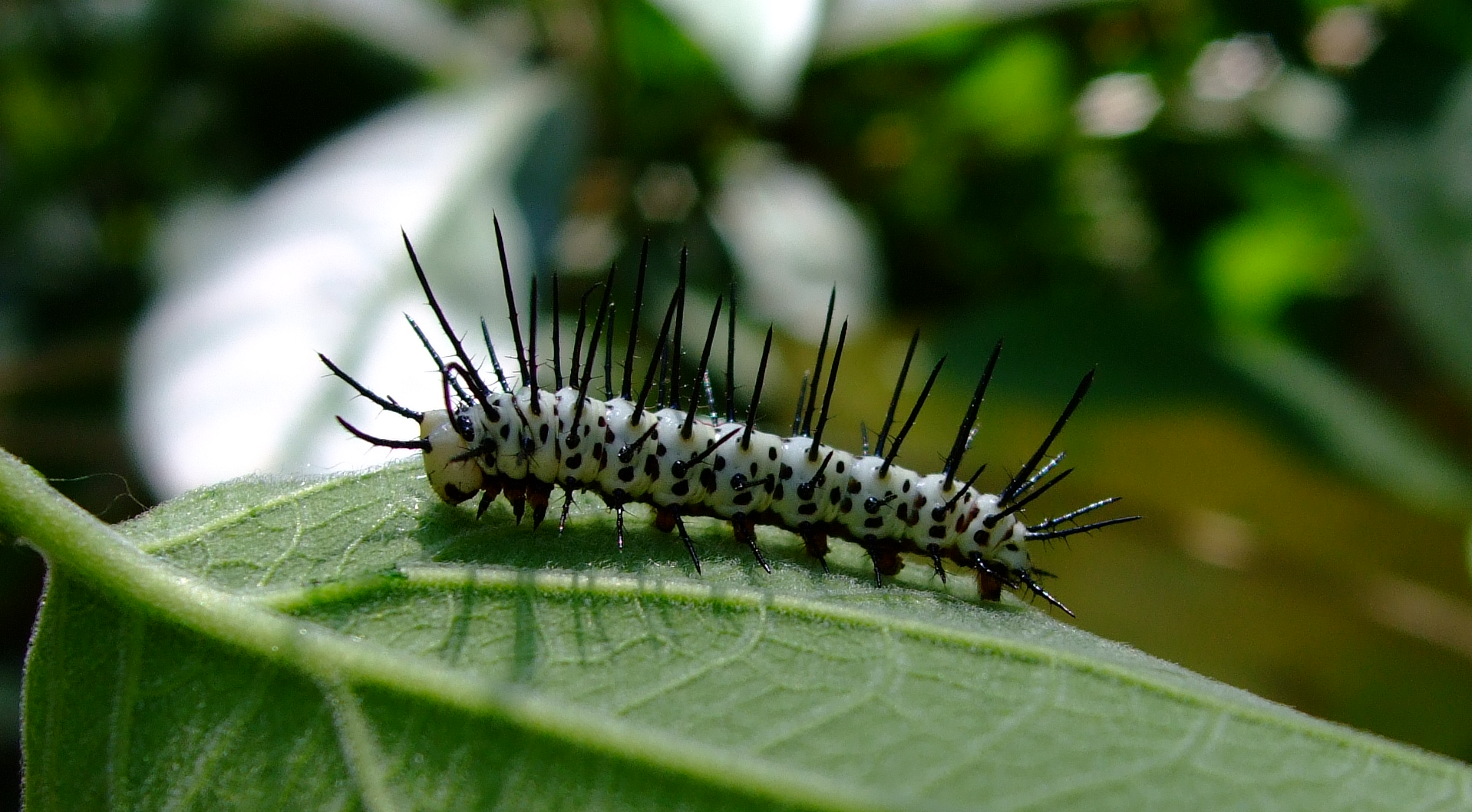
Гусеница
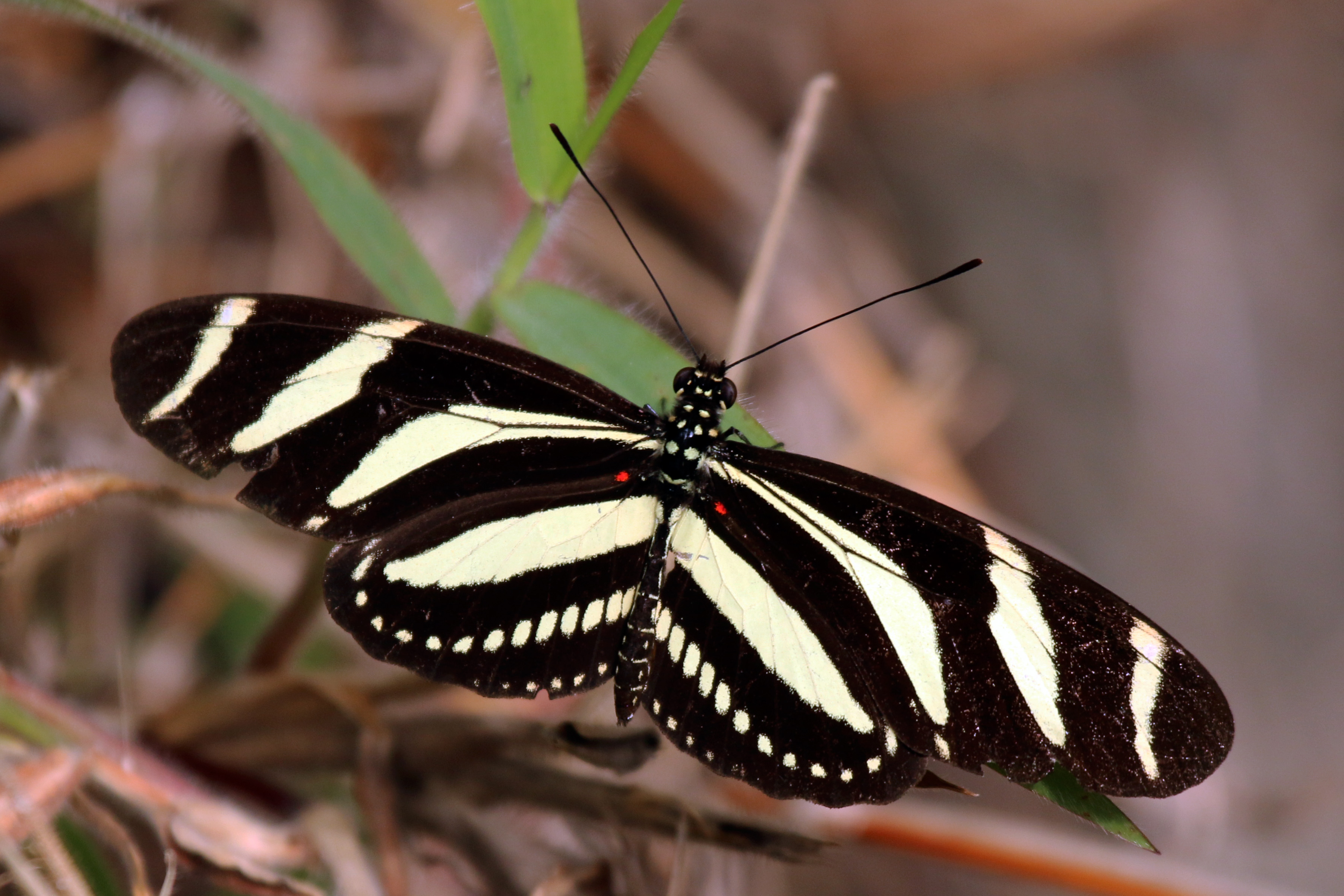
H. c. simulator Ямайка
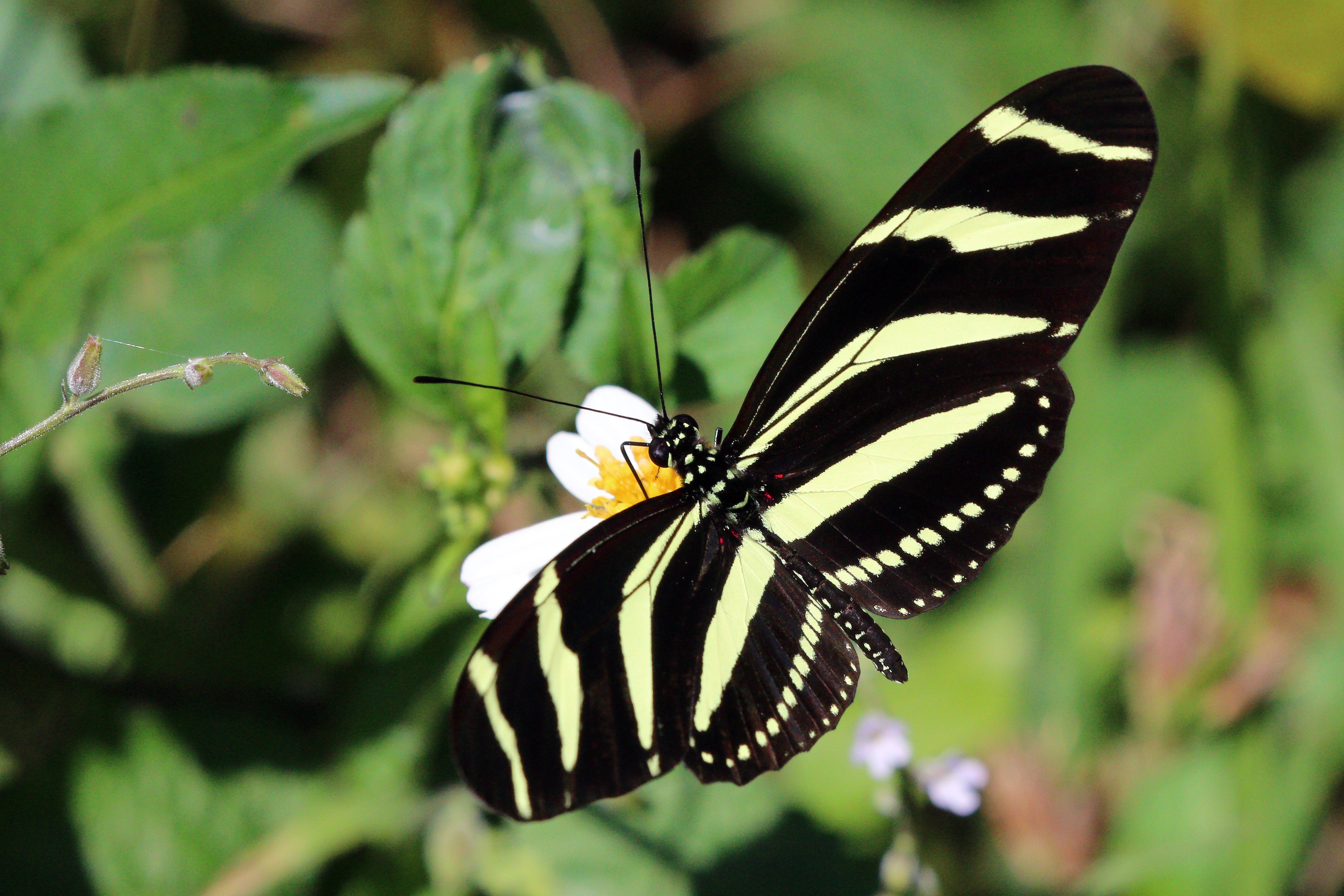
H. c. ramsdeni Куба
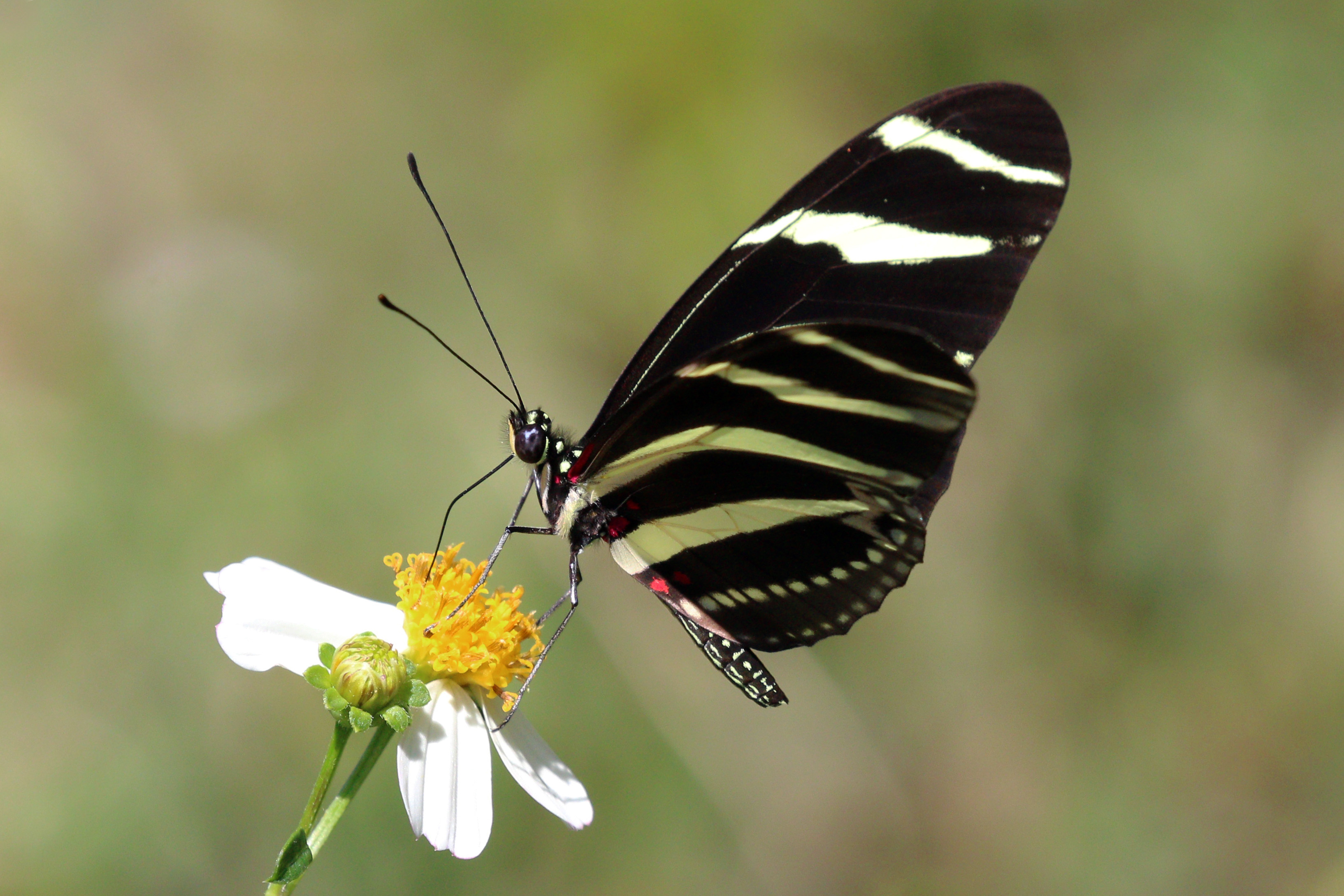
H. c. ramsdeni Куба, со сложенными крыльями
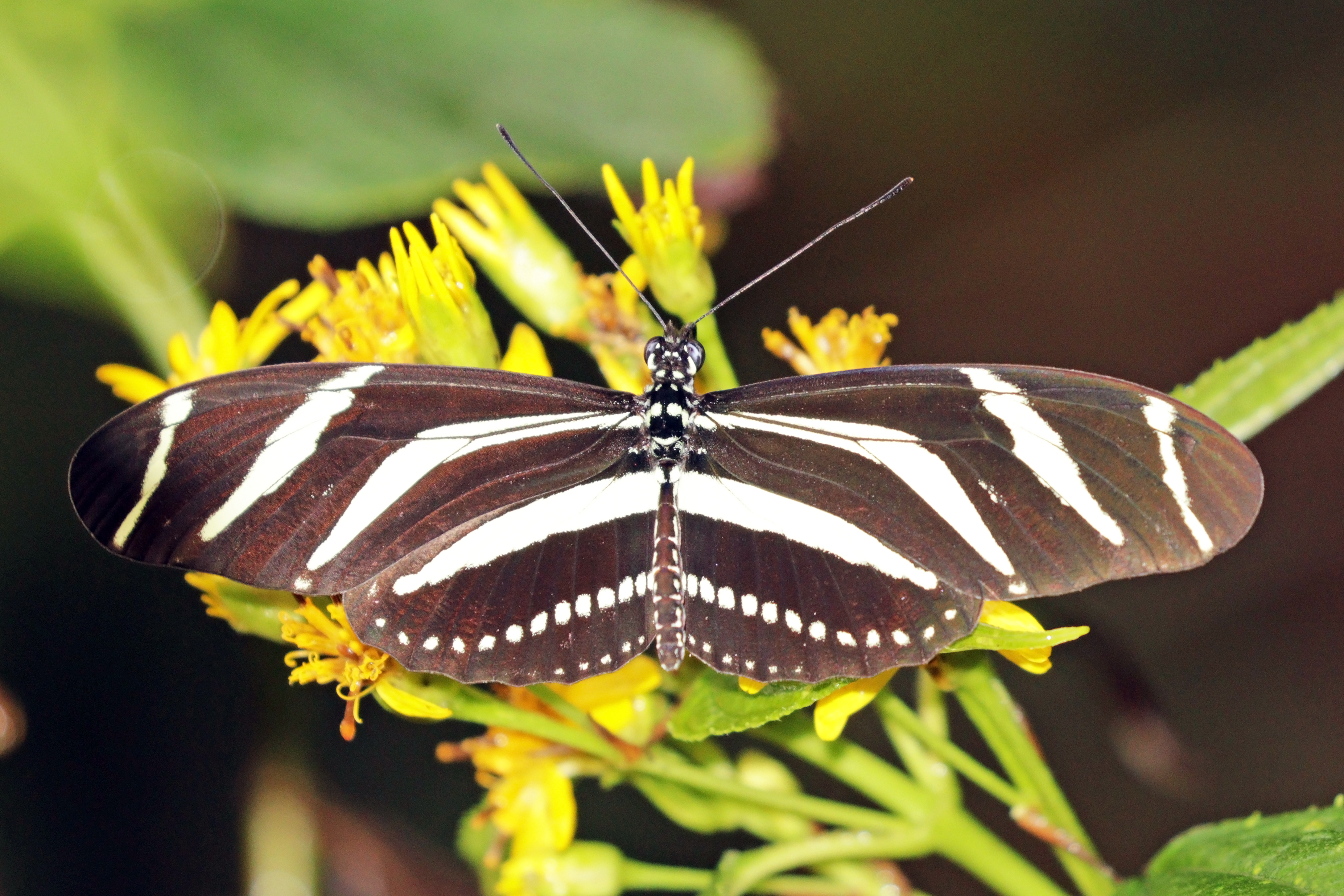
H. c. vazquezae Панама